# Wilhelm Ludwig Andresen
Wilhelm Ludwig (W. L.) Andresen (* 16. Mai 1885 in Kating; † 21. April 1983 in Husum) war ein deutsch-dänischer Journalist und nordfriesischer Minderheitenpolitiker.

## Leben und Wirken
Wilhelm Ludwig Andresen war ein Sohn des Bauern Johann Tetens Andresen (* 1. Oktober 1831 in Kating; † 3. Februar 1913 ebenda) und dessen Ehefrau Catharina Elisabeth, geborene Hogrefe (* 14. April 1847 in Altendeich in Oldenswort; † 18. Juli 1926 in Kating). Nach dem Besuch der Volksschule in Kating nahm er bei dem „Eider-Boten“ aus Tönning eine Ausbildung zum Buchdrucker auf. 1903 ging er von dort in die Verlags- und Werbewirtschaft. Er arbeitete in Hamburg und Berlin als Maschinenschreiber, Werbeassistent, Telefonstenograf, darunter auch für den Vorwärts.
Von 1905 bis 1914 gehörte Andresen der SPD an. Er trat aufgrund der beschlossenen Kriegskredite aus. Von 1916 bis 1918 diente er als Soldat. 1919 kam er zurück in seine Heimat, wo er fasziniert die Auseinandersetzungen zwischen Deutschen und Dänen vorfand. Aufgrund der Historie und des Völkerrechts sah er die Dänen im Recht und erhielt eine Stelle bei der prodänischen Zeitung „Der Schleswiger“. Im Mai 1923 gründete er den Friesisch-Schleswigschen Verein, die heutige Friisk Foriining mit und engagierte sich als dessen stellvertretender Vorsitzender. Gemeinsam mit Johannes Oldsen gehörte er zu den entscheidenden Personen, die ein radikal friesisches Konzept erarbeiteten. Für dieses trat er in vielen Artikeln, Flugblättern und Broschüren ein. Er kämpfte dafür, dass die Friesen als eigene nationale Minderheit anerkannt werden sollten und somit die friesische Sprache und Kultur besser unterstützt würden.
Andresen und Oldsen versuchten erfolglos, mit dem Friesisch-schleswigschen Verein beim Europäischen Nationalitätenkongress aufgenommen zu werden. Insbesondere auf Andresens Initiative formierte sich die „Liste Friesland“, die bei den Kreistagswahlen 1925, 1929 und 1939 in Südtondern und bei der Reichstagswahl antrat. Seiner Schrift „Der sterbende Parlamentarismus“ ist zu entnehmen, wie seiner Meinung nach ein dezentraler Staat aufgebaut sein sollte und Nordfrieslands Selbstverwaltung auszugestalten sei. Starken Einfluss auf ihn hatte der Bauer und Politiker Cornelius Petersen (1882–1935). Bei arbeiteten für einige Zeit eng zusammen.
Von 1919 bis 1922 wohnte Andresen in Flensburg und Lübeck, danach bis 1926 in Kating und von 1926 bis 1965 in Flensburg. Er arbeitete als Journalist für die prodänische Presse und als Werbeberat. Für einige Zeit war er auch als Vertreter für Buchverlage tätig. Während der Zeit des Nationalsozialismus musste er mehrere Repressalien hinnehmen. Dazu gehörten wiederholte Hausdurchsuchungen, 1937 wurde seine Schrift „Dänisch durch Selbstunterricht“ verboten. Außerdem wurde er mit einem Publikationsverbot belegt.
Nach Kriegsende engagierte sich Andresen wieder für einen Anschluss Südschleswigs an Dänemark und arbeitete für den Flensborg Avis. 1965 zog er nach Husum. Noch im hohen Alter rief er dazu auf, eine friesische Partei für Nordfriesland zu schaffen, fand dafür jedoch keine Mitstreiter.
Am 23. Dezember 1963 heiratete Andresen die Kunstmalerin Margareta Erichsen (* 18. August 1916 in Flensburg; † 2006). Die Ehe blieb kinderlos.

## Werke
- Besök bi ole Frünn. Lebenserinnerungen, verfasst im Eiderstedter Plattdeutsch. W.L. Andresen Verlag, Husum 1981.